# Uropi
L'uropi est une langue construite créée en 1986 par Joël Landais, un enseignant français, dans le but de servir de langue auxiliaire pour l'Europe et pour aider à construire l'identité européenne. L'uropi est basée explicitement sur les langues indo-européennes.
L'Uropi a connu une certaine notoriété européenne au tournant des années 1990,,,,,,,,,,. Il ne semble cependant pas qu'un mouvement ait été constitué à la suite de cette publicité. Toutefois l'Uropi, en tant que langue auxiliaire de synthèse, n'a pas pour vocation de bâtir une nouvelle communauté linguistique ou culturelle, mais plutôt de créer un lien simple et pratique entre des langues et des cultures différentes en apparence, en se faisant le reflet de leurs points communs.

## Auteur

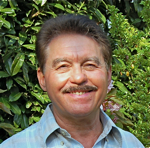
Uropi Kreator, le créateur de l'Uropi.

À l'issue de ses études de langue à l'université d’Orléans-Tours, puis à la Sorbonne et à l'École normale supérieure de Saint-Cloud, Joël Landais a passé l'agrégation d’anglais. Il parle l'anglais, l'italien, l'espagnol, l'allemand et connaît également le grec moderne et le russe. Il enseigne actuellement dans un lycée de Chartres. Parallèlement à sa formation de linguiste, ses voyages à travers l'Europe, puis le Sénégal, le Maghreb, l'Égypte, le Mexique, l'URSS, les Caraïbes, le Vietnam, et sa passion pour les langues l’ont amené à créer l’Uropi, auquel il travaille depuis plus de 30 ans.

## Prononciation
L'alphabet de l'uropi compte 24 lettres, les 26 lettres de l'alphabet latin moins le q, le x et le y, mais additionné de la lettre ʒ, qui provient de l'alphabet phonétique international. Toutes les lettres se prononcent comme en français, sauf les suivantes :
- c se prononce comme ch : [ʃ]
- e se prononce comme é : [e]
- g se prononce toujours "dur" (comme dans gars)  : [g]
- h se prononce comme en anglais ou en allemand  : [h]
- j se prononce comme y ou ille  : [j]
- ʒ se prononce comme j : [ʒ]
- o est toujours ouvert , même en fin de mot : [ɔ]
- s se prononce comme ss, même entre deux voyelles : [s]
- u se prononce comme ou : [u]
- w se prononce comme en anglais : [w], jamais comme [v].

L'accent tonique reste habituellement sur la racine principale. Cependant, certains suffixes (comme -èl indiquant l'instrument) et la terminaison -ì du prétérit portent toujours l'accent ; dans toute combinaison de deux suffixes ou plus, l'accent tombe sur l'avant-dernier suffixe. L'accent est noté par un accent grave (à è ì ò ù) sur la voyelle accentuée lorsqu'il porte sur la dernière syllabe. Par exemple: kotèl, perì, fotò, menù = couteau, porta, photo, menu.

## Vocabulaire

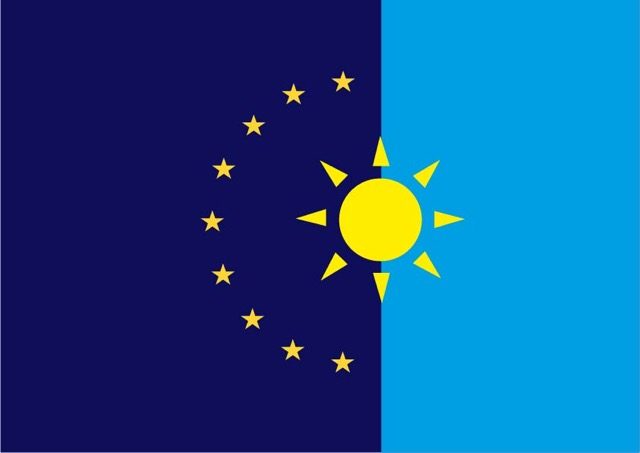
Uropi flag

### Racines
On peut répartir les racines de l'uropi en trois catégories :

#### Racines indo-européennes
L'uropi se veut d'abord une manière de recréer l'unité entre les langues indo-européennes. Dans ce but, une grande part des racines de l'uropi est constituée des racines indo-européennes communes, mais simplifiées, en prononciation et en longueur (souvent, les racines n'ont qu'une syllabe, parfois deux). Ainsi, mère se dit mata (indo-européen : *mâtêr) ; soleil se dit sol (indo-européen : *sâwel). Ces simplifications correspondent à l'évolution naturelle[pas clair] des racines indo-européennes qui a donné les mots utilisés aujourd'hui dans les langues indo-européennes modernes. Ainsi mata correspond a l'hindi mata, sol à l'espagnol et au scandinave sol.

#### Racines « métissées »
Quand aucune racine indo-européenne n'est connue ou qu'une réalité utilise plusieurs racines en diverses langues, l'Uropi peut utiliser des racines métissées, empruntant aux diverses langues de manière à créer le mot le plus facilement reconnaissable par les locuteurs du plus grand nombre de langues indo-européennes. Ainsi, liamo, aimer, le li- provenant des langues germaniques et slaves (cf. lieben en allemand et lioubit' en russe), et le -am, des langues latines (amo, amare, amar) ; ou mand, main, le ma- provenant des langues latines et le -and, des langues germaniques. Ce processus n'est pas aussi artificiel qu'il le paraît : il a été observé dans les langues naturelles (par exemple le français haut est issu du croisement entre le vieux français aut — du latin altus — et le francique hôh), et y est utilisé délibérément pour former des « mots-valises » (par exemple l’anglais smog de smoke + fog, ou le français franglais de français + anglais).
Ces mots métissés ne représentent que 3 % du vocabulaire uropi.

#### Mots internationaux
L'uropi fait aussi place à un grand nombre de mots « internationaux », tels que taksì, skol (école), bus, art, matc (match), poliz (police), simfonij (symphonie), tabàk (tabac) etc.

### Mots composés
Comme un très grand nombre de langues construites, l'uropi fait une large place aux mots composés, soit entre deux racines, soit à l'aide d'affixes.
Parmi les premiers, on peut donner pour exemple lucitòr, phare, de luc, lumière et tor, tour; ou, de sopo, dormir, sopisàk, sac de couchage, ou sopivagòn, wagon-lit.
Quant à la dérivation à l'aide d'affixes, on peut aussi donner de très nombreux exemples: de davo, donner, on a disdavo, distribuer; de tel, but, on obtient atelo, aboutir; de brek, rupture, et us, dehors, on a usbrèk, éruption; de apel, pomme, on a aplar, pommier, et aplaria, pommeraie.
Dans la plupart des cas, le lecteur ou l'auditeur peut sans peine retrouver facilement les racines et donc le sens du mot composé. Cependant, certaines dérivations, qui suivent l'étymologie des mots équivalents dans des langues naturelles, ont par eux-mêmes un sens plutôt métaphorique. Ainsi, ruspeko, au sens propre regarder en arrière, signifie-t-il respecter; ou incepo, au sens propre saisir en dedans, signifie-t-il comprendre, comme l'arménien emprnèl (comprendre, concevoir) de pernèl = saisir.

## Grammaire

### Substantifs
À l'exemple de certaines langues indo-européennes actuelles, l'uropi a conservé une déclinaison minimaliste avec deux cas: le nominatif et le génitif. Ils ont deux nombres, le singulier et le pluriel.
Les substantifs uropi se divisent en deux groupes principaux: ceux qui finissent par une consonne, ceux qui finissent par -a; un très petit nombre de noms empruntés au vocabulaire international, par exemple (burò, menù, taksì, klicè) se terminent par une voyelle accentuée.
Parmi ceux qui finissent par une consonne, on retrouve entre autres tous les substantifs représentant un homme ou un animal mâle: man: homme; gal: coq. (noms masculins)
Les substantifs représentant des femmes ou des animaux femelles se terminent par un -a: ʒina: femme; gala: poule (noms féminins).
Tous les autres substantifs sont neutres: ils se terminent indifféremment par une consonne ou en -a: par ex:tab: table ou ment: esprit, ou encore teatra: théâtre ou centra : centre. Ils correspondent au pronom personnel neutre "je"
| Substantifs                        | nominatif singulier | génitif singulier | nominatif pluriel | génitif pluriel |
| ---------------------------------- | ------------------- | ----------------- | ----------------- | --------------- |
| se terminant par une consonne      | kun                 | kuni              | kune              | kunis           |
| se terminant par a                 | mata                | matu              | matas             | matus           |
| se terminant par une autre voyelle | taksì               | taksì             | taksìs            | taksìs          |

### Adjectifs
Les adjectifs qualificatifs ne varient ni en nombre ni en cas. Ils se placent avant le substantifs qu'ils qualifient. Il existe des adjectifs propres : bun : bon ; glen : vert ; kurti : court, ainsi que des adjectifs dérivant de substantifs. Dans ce cas, leur forme est identique à celle du génitif singulier : mani : viril, masculin ; ʒinu : féminin.
Il existe quelques adjectifs indéfinis quantitatifs qui peuvent prendre la marque du pluriel; ces adjectifs servent également de pronoms : mol, mole = beaucoup (de), poj, poje = peu (de), tal, tale = tout/e, tous/tes, ek, eke = quelque, -s.

### Pronoms
Les pronoms personnels ont trois cas : nominatif, accusatif (qui sert aussi devant toutes les prépositions) et datif. Au lieu du génitif, on utilise des adjectifs possessifs. Il existe trois pronoms à la troisième personne du singulier (masculin : he ; féminin : ce ; neutre : je) ainsi qu'un pronom réfléchi. Par ex: i = je (nominatif), ma = me, moi (accusatif), mo = me, à moi (datif), tu, ta, to, etc.
Liste des pronoms personnels :
i, tu, he, ce, je, nu, vu, lu = je, tu, il, elle, il/elle (neutre), nous, vous, ils. Pronom réfléchi : sia = se.

### Verbes
Les verbes uropi connaissent les modes indicatif, impératif et conditionnel, ainsi qu'une forme simple, une forme durative et une forme parfaite.
- Sauf à l'impératif, les verbes ne varient ni en nombre ni en personne.
- La terminaison de l'infinitif est le -o : jedo : manger.
- La forme du présent simple est celle du radical: i jed : je mange.
- Le passé (simple ou prétérit) se forme par l'ajout d'un -ì (accentué) : i jedì: je mangeai, j'ai mangé.
- Pour le futur simple, on utilise l'auxiliaire ve suivi de l'infinitif : i ve jedo: je mangerai, je vais manger.
- Pour le conditionnel, on ajoute la terminaison -ev : Is i sev fami, i jedev: Si j'avais faim, je mangerais.
- Le parfait et les autres formes du passé utilisent l'auxiliaire avo : avoir et le participe passé, en -en : i av jeden: j'ai mangé; i avì jeden: j'avais mangé, i avev jeden: j'aurais mangé
- Les formes duratives utilisent l'auxiliaire so : être et le participe présent, en -an : i se jedan: je suis en train de manger; i sì jedan = je mangeais, j'étais en train de manger …
- L'impératif: jed, jedem, jede: mange, mangeons, mangez.
- Le passif utilise le verbe vido : devenir et le participe passé, en -en : De mus vid jeden pa de kat: La souris est mangée par le chat (comme dans la plupart des langues germaniques: cf allemand: Die Maus wird von der Katze gefressen.

### Nombres
1 : un ; 2 : du ; 3 : tri ; 4 :  kwer ; 5 : pin ; 6 : ses ; 7 : sep ; 8 : oc ; 9 : nev ; 10 : des ; 100 : sunte ; 1000 : tilie. 357: trisunte-pindes-sep.
Les ordinaux se forment par l'ajout d'un i ou d'un j : duj : deuxième ; pini : cinquième ; sauf pri : premier.
Les fractions se forment par l'ajout de t : trit : tiers ; sauf mij : demi.

## Exemple:Le Pont Mirabeau, deGuillaume Apollinaire
| Pont Mirabò | Le Pont Mirabeau |
| --- | --- |
| (pa Guillaume Apollinaire) Ude Pont Mirabò se flujan Sena Id ni liame Doʒ i ʒe ja rumeno Glajad pos pain avì talvos venen Las noce ven, las hore kling De dias it ap id som i staj Mand in mand stajem fas pro fas Wan ude pont Ni ramis pas Evi gladis volne sa tan Las noce ven, las hore kling De dias it ap id som i staj Liam it ap wim da vod flujan Liam fluj ap Kim ʒiv se lan Id ka violti se sperad ! Las noce ven, las hore kling De dias it ap id som i staj De dias it ap, de sedias ven Nè pasen tem Nè ni liame ruvèn Ude Pont Mirabò se flujan Sena Las noce ven, las hore kling De dias it ap id som i staj Joël Landais (traduction) | Sous le Pont Mirabeau coule la Seine Et nos amours Faut-il qu’il m'en souvienne La joie venait toujours après la peine Vienne la nuit sonne l’heure Les jours s'en vont et je demeure Les mains dans les mains restons face à face Tandis que sous Le pont de nos bras passe Des regards éternels l'onde si lasse Vienne la nuit sonne l'heure Les jours s'en vont et je demeure L'amour s’en va comme cette eau courante L'amour s’en va Comme la vie est lente Et comme l’espérance est violente Vienne la nuit sonne l'heure Les jours s'en vont et je demeure Passent les jours et passent les semaines Ni temps passé Ni les amours reviennent Sous le Pont Mirabeau coule la Seine Vienne la nuit sonne l'heure Les jours s'en vont et je demeure Guillaume Apollinaire |